# Epic Games contro Apple
Epic Games contro Apple è una causa intentata da Epic Games contro Apple ad agosto 2020 presso la Corte distrettuale degli Stati Uniti per il distretto settentrionale della California, relativa alle pratiche di Apple nell'App Store iOS. 

## Il fatto
Epic Games ha sfidato le restrizioni di Apple sulle app dall'avere altri metodi di acquisto in-app al di fuori di quello offerto dall'App Store. Il fondatore di Epic Games, Tim Sweeney, aveva precedentemente contestato le trattenute del 30% che Apple detiene su ogni acquisto effettuato nell'App Store e, con il loro gioco Fortnite, ha tentato di bypassare Apple o di fare in modo che Apple trattenesse un percentuale più bassa. A questo scopo, Epic ha implementato delle modifiche in Fortnite il 13 agosto 2020, per bypassare il sistema di pagamento dell'App Store, spingendo Apple a bloccare il gioco dall'App Store e portando Epic a presentare la sua causa. Apple ha intentato una contro-causa, affermando che Epic ha intenzionalmente violato i suoi termini di contratto con Apple per spingerla all'azione e si è difesa dalla causa di Epic. Il processo si è svolto dal 3 al 24 maggio 2021.
In una sentenza nella prima parte del caso emessa nel settembre 2021, il giudice Yvonne Rogers ha deciso a favore di Apple su nove dei dieci capi di imputazione, ma ha deciso contro Apple riguardo alle sue politiche anti-steering, ai sensi della "Unfair Competition Law" (lett. "Legge sulla concorrenza sleale") della California. Rogers ha emesso un'ingiunzione che proibisce ad Apple di impedire agli sviluppatori di informare gli utenti di altri sistemi di pagamento all'interno delle app.
Il giudice Rogers si è pronunciato contro Epic, affermando che ha infatti violato i termini di contratto, chiedendo loro di pagare ad Apple 3,6 milioni di dollari, il 30% delle entrate che spettava ad Apple, nel periodo da agosto a ottobre 2020 e da novembre 2020 ad oggi, relative ai loro tentativi di aggirare l'App Store. Epic ha impugnato la sentenza alla Corte d'appello degli Stati Uniti per il Nono Circuito.
Epic ha anche intentato un'altra causa, Epic Games contro Google, lo stesso giorno, che sfida le pratiche simili di Google sull'app store di Google Play per Android, dopo che Google ha ritirato Fortnite in seguito all'aggiornamento per motivi simili a quelli di Apple. Tuttavia, Google ha sottolineato che la situazione legale intorno al loro caso non è la stessa di quella di Apple.

## Azioni correlate
Nel dicembre 2020, Epic Games ha presentato reclami separati contro Apple e Google presso la Corte d'appello per la Competizione del Regno Unito in relazione al comportamento anticoncorrenziale delle società sia nel Regno Unito che nell'Unione Europea, con accuse simili a quanto affermato da Epic nei loro casi negli Stati Uniti. Hanno anche avviato azioni legali in Australia e nell'Unione europea. Il 22 febbraio 2021, la Corte d'appello per la Competizione ha respinto la causa di Epic contro Apple nel Regno Unito, tuttavia ha permesso alla loro causa contro Google di procedere. Epic Games ha successivamente rilasciato una dichiarazione in cui affermava che avrebbe riconsiderato di perseguire la propria causa contro Apple nel Regno Unito a seguito della risoluzione della causa negli Stati Uniti, affermando anche di essere "soddisfatta" della decisione del tribunale in merito al loro caso contro Google.
Epic ha anche presentato accuse simili contro Apple in Australia. Il 9 aprile 2021, il giudice Nye Perram ha ordinato una sospensione di 3 mesi sulla causa di Epic contro Apple, affermando che la sospensione sarebbe diventata permanente nel caso in cui Epic non presentasse la causa negli Stati Uniti ma ai sensi della "Legge australiana sui consumatori" entro tale lasso di tempo. Epic ha fatto appello alla sentenza del giudice Perram, che è stata concessa in una sentenza nel luglio 2021, consentendo al caso in Australia di andare avanti.